# Оныл (ручей)
Оныл — ручей в России, протекает вдали от населённых пунктов по территории Гайнского района Пермского края. По берегам ручья произрастают сосновые и еловые леса. Устье ручья находится на 15 км по левому берегу одноимённой реки — Оныл. Длина ручья — 15 км.

## Данные водного реестра
По данным государственного водного реестра России относится к Камскому бассейновому округу, водохозяйственный участок реки — Кама от истока до водомерного поста у села Бондюг, речной подбассейн реки — бассейны притоков Камы до впадения Белой. Речной бассейн реки — Кама.
Код объекта в государственном водном реестре — 10010100112111100001969.